# Округ Ефингхам (Илиноис)
Округ Ефингхам (енгл. Effingham County) је округ у америчкој савезној држави Илиноис.

## Демографија
По попису из 2010. године број становника је 34.242, што је 22 (-0,1%) становника мање 2000. године.
| Група             | 2000.          | 2010.          |
| Белци             | 33.658 (98,2%) | 33.155 (96,8%) |
| Афроамериканци    | 56 (0,2%)      | 79 (0,2%)      |
| Азијати           | 108 (0,3%)     | 147 (0,4%)     |
| Хиспаноамериканци | 252 (0,7%)     | 597 (1,7%)     |
| Укупно            | 34.264         | 34.242         |